# Christian Heule
Christian Heule (né le 2 avril 1975 à Saint-Gall) est un coureur cycliste suisse, spécialiste du cyclo-cross.

## Biographie
Il était membre du club VC Uznach.

## Palmarès en cyclo-cross
- 2000-2001
  - Internationaler Rad-Cross, Francfort-sur-le-Main
- 2001-2003
  - Grand Prix DAF Grand Garage Engel, Differdange
- 2003-2004
  -  Champion de Suisse de cyclo-cross
  - Internationales Radquerfeldein Uster, Uster
- 2004-2005
  - 2e du championnat de Suisse de cyclo-cross
- 2005-2006
  -  Champion de Suisse de cyclo-cross
  - Cross im Park, Berlin
  - Cyclo-cross de Ruti, Ruti
  - Int. Cyclocross Hittnau, Hittnau
- 2006-2007
  -  Champion de Suisse de cyclo-cross
  - Int. Cyclocross Hittnau, Hittnau
  - Cross im Park, Berlin
  - Internationales Radcross, Magstadt
  - Cyclo-cross de Ruti, Ruti
  - Badiquer Schmerikon, Schmerikon
  - Grand Prix Wetzikon, Wetzikon
  - Asteasu Ziklo-Krossa Saria, Asteasu
- 2007-2008
  -  Champion de Suisse de cyclo-cross
  - Star-Crossed, Redmond
  - Rad Racing Grand Prix, Lakewood
  - Internationales Radcross, Magstadt
  - Internationales Radquer, Meilen
  - Flüüger Quer, Dübendorf
  - Badiquer Schmerikon, Schmerikon
- 2008-2009
  -  Champion de Suisse de cyclo-cross
  - Radquer Wädenswil, Wädenswil
- 2009-2010
  - Star Crossed Cyclocross, Redmond
  - Int. Cyclocross Hittnau, Hittnau
  - Internationales Radquerfeldein Uster, Uster
  - 3e du championnat de Suisse de cyclo-cross
- 2010-2011
  -  Champion de Suisse de cyclo-cross
  - Internationales Radquer Frenkendorf, Frenkendorf
  - Internationales Radquer Frauenfeld, Frauenfeld
  - GP Wetzikon, Wetzikon
  - 9e du championnat du monde de cyclo-cross
- 2011-2012
  - New England Championship Series #3 - Gran Prix of Gloucester 1, Gloucester
  - New England Championship Series #12 - NBX GP 2, Warwick
  - Cyclo Cross Bussnang, Bussnang
  - 3e du championnat de Suisse de cyclo-cross

## Palmarès sur route

### Par années
- 2000
  - 2e du GP Wielerrevue
- 2003
  - 4e étape du Tour de Slovénie
- 2004
  - 3e du Tour du Japon
- 2009
  - 2e étape des Boucles de la Marne
  - 3e de Coire-Arosa
- 2010
  - 3e du Championnat de Zurich amateurs

### Classements mondiaux
| Année           | 2009  | 2010  |
| --------------- | ----- | ----- |
| UCI Europe Tour | 1056e | 1137e |